# アースティカとナースティカ
アースティカ（Āstika）とナースティカ（Nāstika）は、正統バラモン側から見た、正統と異端を区別するための呼称である。Āstikaとは「存在する」（Sanskrit: आस्तिक）の意味であり、Nāstika とは「存在しない」（否定形 na + āstika ）の意味。
インドには伝統的にはぐくまれた哲学・宗教思想体系があり、それはダルシャナなどの名称で呼ばれている。アースティカは、アートマンやブラフマンなどの存在を信じる者を意味する。以下の3つの方法のいずれかで定義されている。対照的にナースティカは、そのすべてを否定し、アートマンとブラフマンの存在を信じない者を指す 。
1. ヴェーダ聖典を認識論的権威として受け入れる者
2. アートマンとブラフマンの両者の存在を受け入れる者
3. イーシュヴァラ（絶対神）の存在を受け入れる者

正統バラモンは、そうしたダルシャナを、ヴェーダ聖典の権威を認めるか否かを基準として区分し、認める思想を「आस्तिक（āstika アースティカ）」つまり「正統派」と呼び、ヴェーダに権威を認めない思想を「नास्तिक（nāstika ナースティカ）」つまり「異端派」と呼んだ。アースティカとナースティカの定義は、古くから論争されており、コンセンサスは存在しない。

## 学派の一覧
ヴェーダーンタ不二一元論派によって書かれた、各学説・哲学・教義の要覧でも「アースティカ」「ナースティカ」という語を用いているが、そうした書では、どの学説も唯一の実在ブラフマンを説いているが学び手の能力にあわせて教え方が変わっているのだ、などと説明された。こうした説明には、異質な要素でも取り込んでしまおうとする包括主義が見られ、これは現在のヒンドゥーイズムの顕著な特徴である包括主義に継承されている。さらにネオ・ヒンドゥーイストたちは「真理は一つ。表現が異なっているだけなのだ」としつつ、西洋の宗教や哲学までも包括するようなモデルを構築しようとした。

### アースティカ
正統バラモンたちからアースティカの代表格と見なされたのは六派哲学で、その中でもヴェーダ聖典解釈と密接な関係があるミーマーンサーとヴェーダーンタを正統の中の正統とする傾向がある。
1. ミーマーンサー学派 - 祭祀の解釈
2. ヴェーダーンタ学派 - 宇宙原理との一体化を説く神秘主義
3. サーンキヤ学派 - 精神原理・非精神原理の二元論
4. ヨーガ学派 - 身心の訓練で解脱を目指す。
5. ニヤーヤ学派 - 論理学
6. ヴァイシェーシカ学派 - 自然哲学

### ナースティカ
それに対しナースティカと見なされたのは、以下であった。
1. 仏教徒[2]
2. ジャイナ教徒[2]
3. チャールヴァーカ（＝唯物論者）[2]
4. アージーヴィカ教
5. 不可知論 - サンジャヤ・ベーラッティプッタ

古典期においてはバラモンたちはチャールヴァーカや仏教徒たちをナースティカとして異端視する傾向が強かった。

## 関連書
- Flood, Gavin (1996), An Introduction to Hinduism, Cambridge University Press, ISBN 8175960280